# What Lies Beneath (album)
Albums de Tarja Turunen
The Seer
(2008) Colours in the Dark
(2013)
Singles
1. Falling Awake
Sortie : 19 juillet 2010
2. I Feel Immortal
Sortie : 27 août 2010
3. Until My Last Breath
Sortie : 30 août 2010
4. Underneath
Sortie : 22 avril 2011

What Lies Beneath est le troisième album studio de la chanteuse finlandaise Tarja Turunen. Il est sorti le 1er septembre 2010, et a fait l'objet de plusieurs éditions spéciales dans différents pays, chacune contenant des titres bonus non inclus dans la version standard. C'est le premier album de la chanteuse où elle est la productrice principale et la compositrice de tous les titres.
Tarja Turunen commence à écrire les chansons pour l'album dès 2008, alors que le Storm World Tour, tournée promotionnelle de My Winter Storm, son album précédent, n'était pas encore terminé. Fin 2009, elle révèle le titre de son nouvel album et confirme avoir déjà dix-sept chansons prêtes à être enregistrées en studio, dont un classique des années 80, qui se révèle plus tard être Still of the Night du groupe Whitesnake,. L'album est enregistré dans différents studios en Finlande, en Argentine, en République tchèque et en Turquie. Bien que l'album soit enregistré avec le groupe principal de la chanteuse, Turunen bénéficie également  de la participation spéciale de plusieurs musiciens pour certaines parties instrumentales.
À sa sortie What Lies Beneath se place dans de nombreux classements européens, il devient l'album de musique metal le plus vendu en Italie dès la semaine de sa sortie, et débute à la 4e place des charts allemands, à la 7e place des charts finlandais et à la 24e place des Heatseekers, le classement américain Billboard qui répertorie les nouveaux artistes dont la carrière est en cours, et atteint la 13e place du European Top 100 Albums. Afin de promouvoir l'album, Tarja Turunen lance le What Lies Beneath World Tour, qui débute le 12 juin 2010 et se termine le 8 avril 2012.

## Liste des pistes
| 1.    | Anteroom of Death (en duo avec Van Canto) | 4:45 |
| 2.    | Until My Last Breath                      | 4:27 |
| 3.    | I Feel Immortal                           | 4:35 |
| 4.    | In for a Kill                             | 4:42 |
| 5.    | Underneath                                | 5:28 |
| 6.    | Little Lies                               | 4:41 |
| 7.    | Rivers of Lust                            | 4:26 |
| 8.    | Dark Star                                 | 4:33 |
| 9.    | Falling Awake                             | 5:17 |
| 10.   | Archive of Lost Dreams                    | 4:53 |
| 11.   | Crimson Deep                              | 7:35 |
| 52:22 |                                           |      |

| 1.  | Anteroom of Death                         | 4:45 |
| 2.  | Until My Last Breath                      | 4:27 |
| 3.  | Dark Star                                 | 4:33 |
| 4.  | Underneath                                | 5:28 |
| 5.  | Little Lies                               | 4:41 |
| 6.  | Rivers of Lust                            | 4:26 |
| 7.  | In for a Kill                             | 4:42 |
| 8.  | Montañas de Silencio (Exclusive US track) | 4:25 |
| 9.  | Falling Awake                             | 5:17 |
| 10. | Archive of Lost Dreams                    | 4:53 |
| 11. | Crimson Deep                              | 7:35 |

| 1. | We Are                                                             | 4:16  |
| 2. | Naiad                                                              | 7:19  |
| 3. | Still of the Night (Whitesnake cover)                              | 6:33  |
| 4. | Tarja Talks About "What Lies Beneath" (Not included on US release) | 13:58 |

| 1.  | Anteroom of Death                     | 4:45 |
| 2.  | Until My Last Breath                  | 4:27 |
| 3.  | Naiad                                 | 7:19 |
| 4.  | Dark Star                             | 4:33 |
| 5.  | Underneath                            | 5:28 |
| 6.  | Little Lies                           | 4:41 |
| 7.  | Still of the Night (Whitesnake cover) | 6:33 |
| 8.  | Rivers of Lust                        | 4:24 |
| 9.  | In for a Kill                         | 4:42 |
| 10. | I Feel Immortal                       | 4:35 |
| 11. | We Are                                | 4:16 |
| 12. | Falling Awake                         | 5:17 |
| 13. | Archive of Lost Dreams                | 4:53 |
| 14. | Crimson Deep                          | 7:35 |

| 1. | Dark Star (Tarja lead vocals version)      | 4:40  |
| 2. | Montañas de Silencio                       | 4:21  |
| 3. | If You Believe                             | 6:49  |
| 4. | The Crying Moon                            | 3:53  |
| 5. | Underneath (Orchestral version)            | 5:00  |
| 6. | I Feel Immortal (Single version)           | 4:27  |
| 7. | Falling Awake (en duo avec Jason Hook)     | 4:40  |
| 8. | The Good Die Young (en duo avec Scorpions) | 5:12  |
| 9. | Naiad (Instrumental extended version)      | 11:31 |

## Crédits
- Tarja Turunen- chant et piano
- Alex Scholpp - guitare et violão
- Doug Wimbish - basse
- Christian Kretschmar- clavier et synthétiseur
- Mike Terrana - batterie
- Max Lilja - Violoncelle
- Slovakian Orchestra and Choir - orchestre et chœur